# Друга книга Гітлера
Друга книга Гітлера (нім. Hitlers Zweites Buch, трансліт. «цвайтес бух») — продовження книги «Майн Кампф». Книга, що містить ідеї Гітлера в галузі зовнішньої політики, була написана в 1928 році, але за життя Гітлера не публікувалася.

## Історія публікації
Гітлер підготував дві копії рукопису, лише одну з них було опубліковано. «Цвайтес бух» не вийшла у 1928 році, так як «Майн Кампф» продавалася погано, і видавець повідомив Гітлеру, що вихід другої книги ще більше знизить продажі «Майн Кампф». Коли після виборів 1930 року «Майн Кампф» почала добре розходитися, Гітлер вирішив, що «Цвайтес бух» розкриває надто багато його справжніх зовнішньополітичних цілей, і рукопис був у 1935 році поміщений у сейф бомбосховища, де його і виявив у 1945 році американський офіцер.
Книга була вперше опублікована німецькою у 1961 році, «піратський» переклад на англійську вийшов у 1962 році.

## Зміст
Книга містить такі розділи:
- Передмова
- Війна та мир у боротьбі за виживання
- Боротьба, а не економіка гарантує життя
- Раса, боротьба та держава
- Критика зовнішньої політики та пропозиції
- Політика НСДАП
- Від єдиної держави – до політики життєвого простору
- Помилкова економічна та союзна політика Другого рейху
- Необхідність військової могутності
- Ні прикордонна політика, ні економічна політика, ні пан'Європа
- Ні нейтралітету
- Політична ситуація у Німеччині
- Принципи зовнішньої політики Німеччини
- Можливі цілі
- Німеччина та Англія
- Німеччина та Італія
- Післямова